# Kreuzigungsgruppe Liebleitnergasse

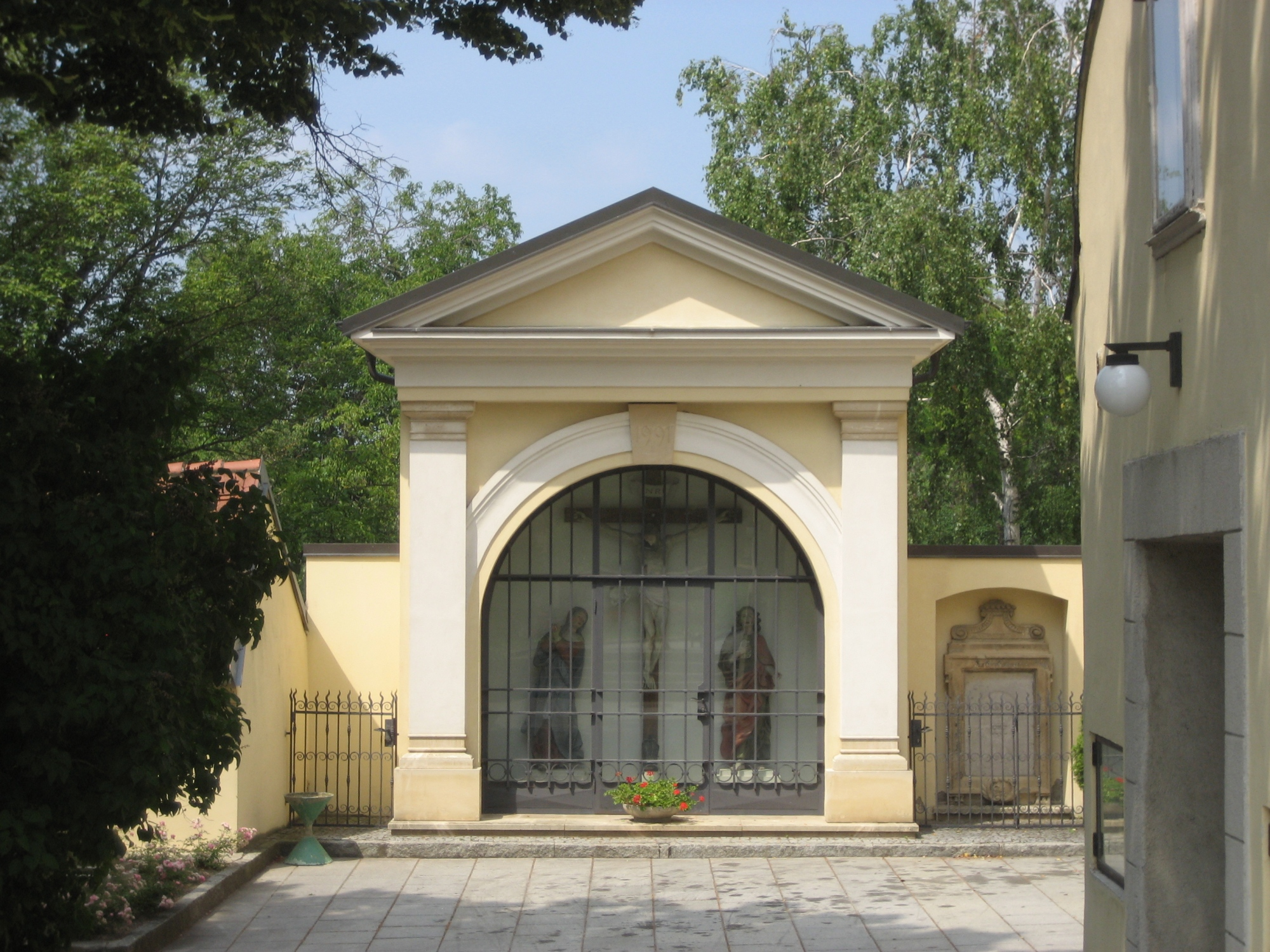
Kreuzigungsgruppe in Stammersdorf

Die Kreuzigungsgruppe ist ein sakrales Kleindenkmal auf dem südseitigen Vorplatz der Pfarrkirche Stammersdorf in Stammersdorf im 21. Wiener Gemeindebezirk Floridsdorf. Das Objekt steht als Teil des ehemaligen Friedhofensembles unter Denkmalschutz.

## Beschreibung
Die querrechteckige Kapelle mit Dreiecksgiebel aus dem Jahr 1991 weist eine große Rundbogenöffnung auf, die vergittert und verglast ist. Dahinter steht eine Kreuzigungsgruppe. Mittig steht das Kruzifix mit Laterne am Fuß und Christusfigur. Das Kreuz wurde um 1515 geschaffen. Dieses wird von Figuren  der Heiligen Maria und Johannes flankiert. Die beiden Figuren aus der ersten Hälfte des 18. Jahrhunderts stehen auf Postamenten. Alle drei Holzfiguren sind farbig gefasst.

## Inschriften
Im Schlussstein des Rundbogens steht die Jahreszahl „1991“.